# Vivila otra vez
Vivila otra vez fue un programa de televisión uruguayo dedicado a revivir la época de oro del cine, la música y la televisión emitido por Canal 10.

## Historia
Fue estrenado el 15 de mayo de 2010, convirtiéndose al poco tiempo de iniciar en un clásico de los sábados. El formato, entretenido y conducido por la dupla de conductores conformado por Humberto De Vargas y María Inés Obaldía estaba  dedicado plenamente a revivir acontecimientos históricos, vida y obra de las estrellas, el cine, la música, publicidades y telenovelas que han marcado grandes éxitos en el siglo XX y parte del XXI.
En sus inicios era emitido los emitido en un inicio los sábados a las 18:30y desde 2019 desde las 18:00 horas.
A partir de 2015, y durante cada temporada estival, el programa fue transmitido como Vivila Verano, hasta su vuelta con la temporada normal desde marzo.
En el año 2018 al conmemorarse los sesenta años de Canal 10 y de la televisión uruguaya, en los estudios de vivila otra vez se reunieron Cristina Morán, Julio Sánchez Padilla, Cacho de la Cruz y Julia Moller, cuatro figuras destacadas de los cuatro canales de televisión de Uruguay. 
En el año 2020, María Inés Obaldía se aleja de la conducción tras asumir una nueva función en el Palacio Municipal, quedando Humberto de Vargas como único presentador.Aunque dos años después el programa finalizaría de forma inesperada tras una polémica situación que involucró a Humberto de Vargas con la justicia. 
Si bien desde la cadena desde un primer momento, luego de que el incidente se hiciera público, se resolvió en un primer momento no emitir el episodio correspondiente al 17 de julio,posteriormente se tomo la decisión definitiva de dar por finalizado el mismo y romper el vínculo laboral con el presentador. Hecho que pondría fin a doce años de presencia ininterrumpida del programa, siendo el episodio del 10 de julio, el último se todos.

## Secciones
- La Foto Incógnita: sección clásica de este programa, para este juego se coloca una foto de un famoso en sus inicios y la propuesta del mismo es adivinar quien es ese personaje famoso/a.
- Grandes Romances: en 2011 tuvo lugar esta sección presentada por Gustavo Adolfo (personaje realizado por Luis Orpi)
- Feliz cumpleaños: presentado por "el señor Feliz", se recuerdan los cumpleaños de los artistas locales e internacionales.
- Los Grandes del Carnaval: Fernando Serra "tololo" era el encargado de llevarnos a los grandes éxitos del carnaval uruguayo.
- El ranking de la música uruguaya la cantante uruguaya Ana Prada, presentaba este espacio donde también el público tenía la oportunidad de votar la mejor música a nivel nacional.
- Duelo: Dos artistas cómicos o cantantes, compiten en una sección armada por el programa donde el público por medio de Facebook vota el ganador de ese duelo artístico.
- Grándes Éxitos: al final de cada programa, cantantes o bandas muy reconocidas tienen su espacio para revivir los grandes éxitos.
- ¿Te Acordás?: sección de imágenes donde se mostraban artículos materiales pertenecientes al siglo pasado.
- El ayer y el hoy: segmento dedicado a repasar canciones realizadas por diferentes artistas antes y después.